# Naveta von Biniac (Ost)
Die östliche Naveta von Biniac (katalanisch Naveta de Biniac Oriental) ist ein prähistorischer Grabbau in der Gemeinde Alaior auf der Baleareninsel Menorca.

## Lage
Das Bauwerk steht am östlichen Rand der Ortschaft l’Argentina. Es ist über die Inselhauptstraße Me-1 zu erreichen, die man von Maó kommend nach 8,1 Kilometern verlässt, um den Parkplatz des Tierparks Lloc de Menorca anzufahren. Um die Naveta aus der Nähe sehen zu können, muss man eine Eintrittskarte für den Zoo erwerben. Im Umkreis von fünf Kilometern gibt es neun weitere Navetas, von denen vor allem die von Rafal Rubí und die westliche Naveta von Biniac einfach zu erreichen sind und aufgrund ihres guten Erhaltungszustands einen Besuch lohnen.

## Beschreibung
Navetas sind megalithische Grabbauten, die der Kollektivbestattung dienten. Sie sind typische Bauwerke der Bronzezeit und kommen nur auf Menorca vor. Namensgebend war, dass ihre Gestalt oft an den Rumpf eines umgekippten Schiffs (katalanisch Nau) erinnert. Die östliche Naveta von Biniac besitzt aber einen fast kreisförmigen Grundriss und eine halbkugelförmige Gestalt. Ihre Außenwand ist aus großen Steinen ohne Verwendung von Mörtel teils pseudoisodomisch, teils unregelmäßig zyklopisch zusammengefügt. Die nach Süden gerichtete Front besteht aus kleineren Steinen und ist offenkundig jüngeren Datums. Durch den Eingang kommt man zunächst in einen schmalen, über drei Meter langen Korridor, an dessen Ende man durch eine Öffnung mit einem Türsturz in die Kammer gelangt. Damit unterscheidet sich die Naveta von den meisten anderen, deren Inneres man durch die rechteckige Öffnung in einer großen Steinplatte betritt. Das Dach der Kammer besteht aus vier großen Steinplatten, die mit ihren Enden auf der Zyklopenmauer ruhen. Der Abschluss des Innenraums wird von einem einzigen großen Stein gebildet. Im Unterschied zu anderen Navetas gibt es keine zweite Etage.

Ansichten der Naveta
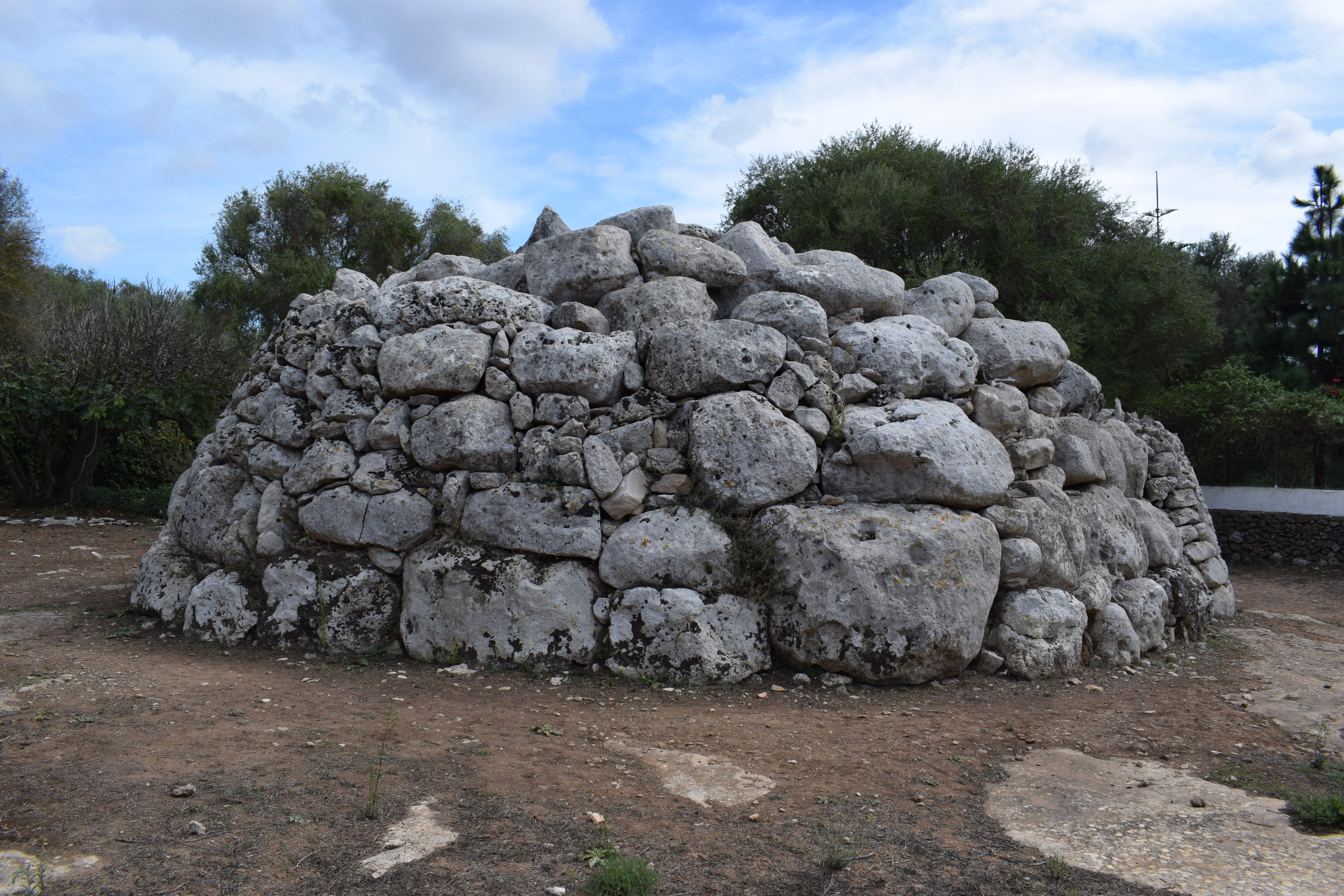
Blick von Westen
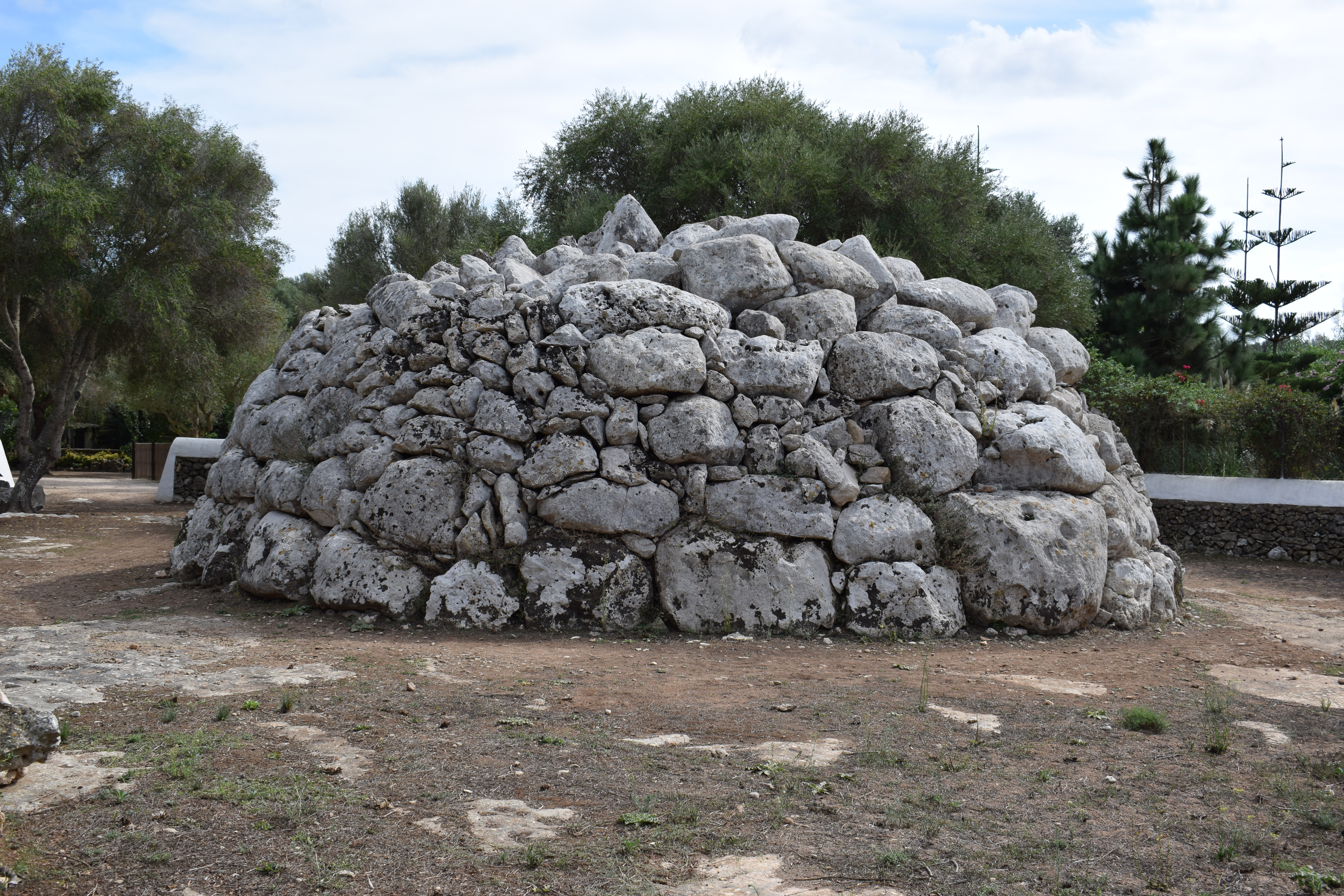
Blick von Norden
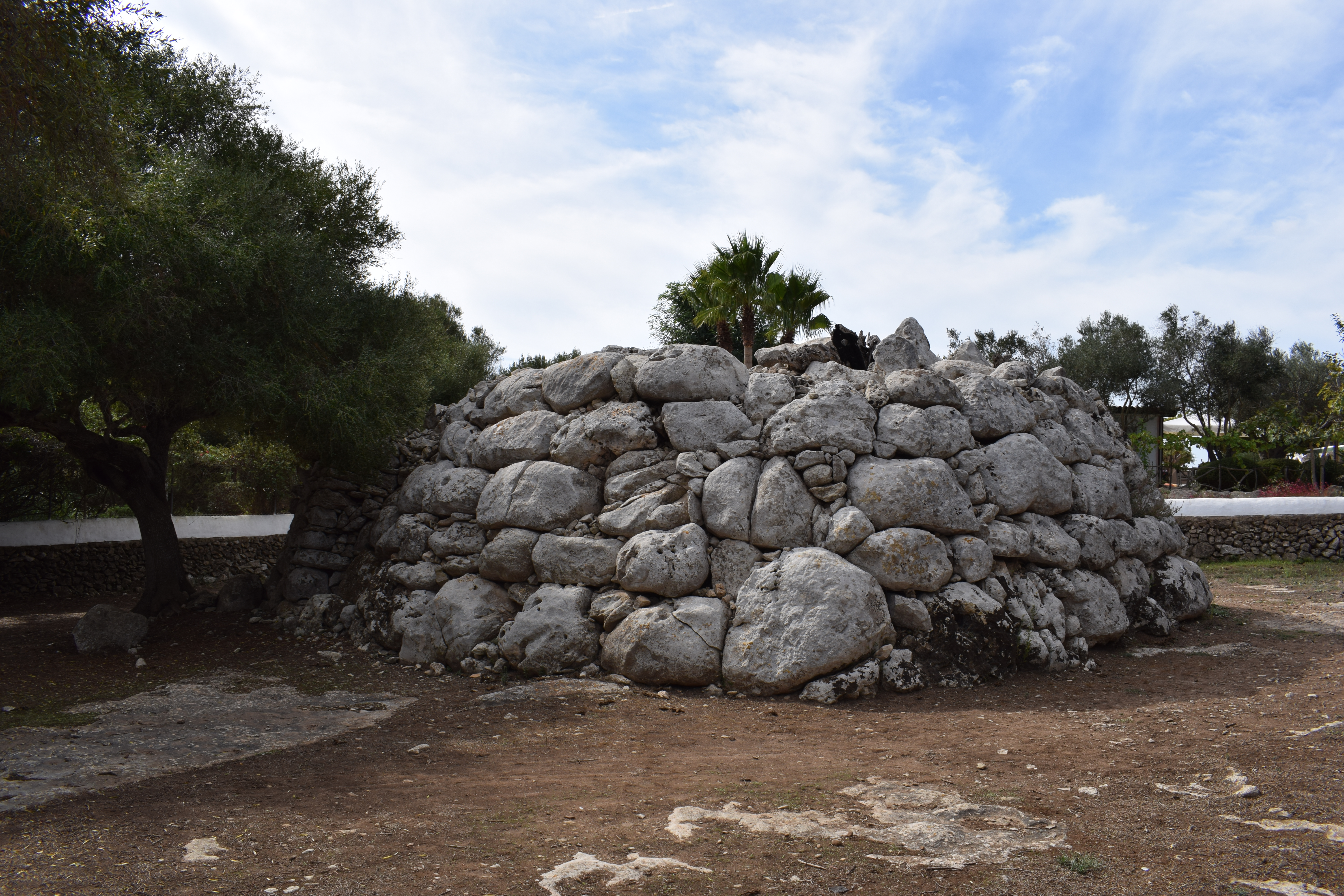
Blick von Osten
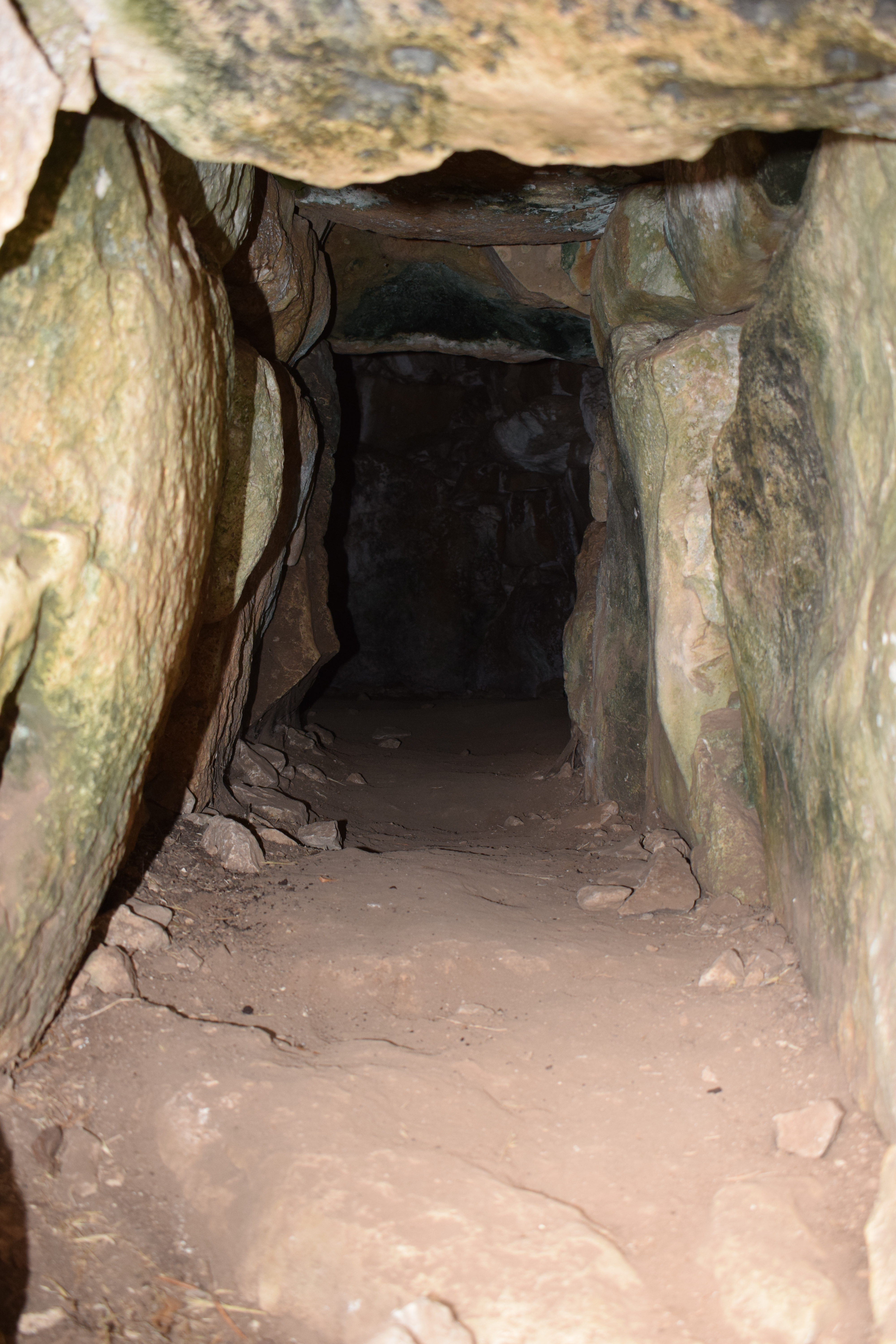
Blick in den Innenraum
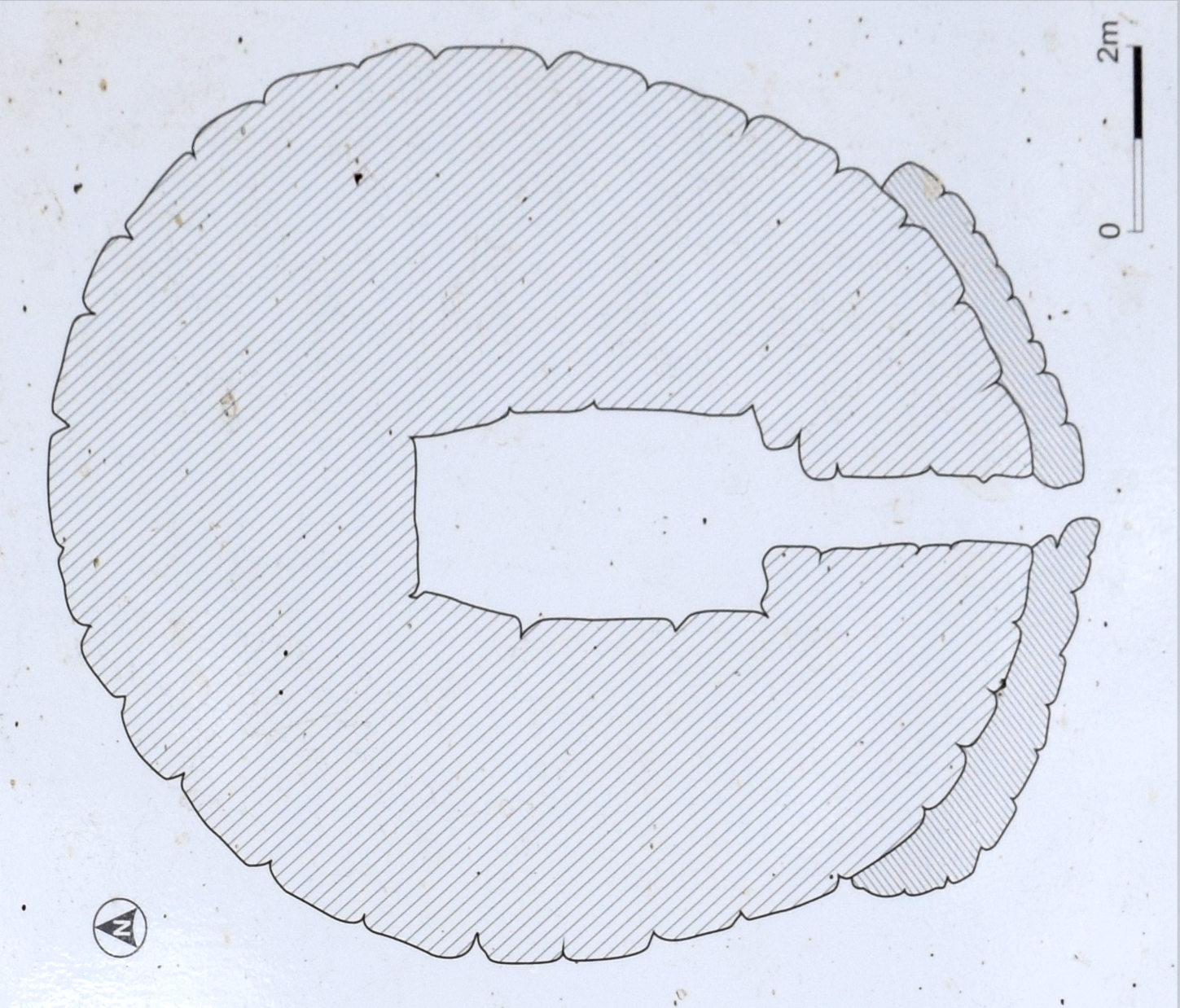
Grundriss der Naveta

## Grabungsgeschichte
Die Naveta wurde 1901 von Francesc Hernández i Sanz entdeckt. Maria Lluïsa Serra (1911–1967) suchte in den 1960er Jahren vergeblich nach einer möglichen oberen Kammer. Da die Naveta über Jahrhunderte als Unterstand für Nutztiere verwendet wurde, waren im Inneren keine Knochen oder Grabbeigaben mehr auffindbar.

## Denkmalschutz
Die Naveta ist heute beim spanischen Kulturministerium unter der Nummern RI-51-0003121 als archäologisches Monument (Monument arqueològic) registriert. Sie gehört zu den 32 archäologischen Stätten, die Spanien am 14. Januar 2016 als „Talayotische Kultur Menorcas“ offiziell für eine Aufnahme in die UNESCO-Liste des Welterbes vorschlug. Das Welterbekomitee stellte den Antrag auf seiner 41. Sitzung im Juli 2017 zurück und forderte Nachbesserungen. Zu den 24 Stätten die 2023 als „Talayotisches Menorca“ Weltkulturerbe wurden, gehört die Naveta nicht.

## Abmessungen
Quelle: Gornés (2016)
- Länge außen: 11,50 m
- Breite außen: 10,90 m
- Höhe außen: ca. 4 m
- Gesamtfläche: 93,84 m²
- Länge des Korridors: 3,10 m
- Breite des Korridors: 0,80 m
- Höhe des Korridors: 1,10 m
- Fläche des Korridors: 2,85 m²
- Länge der Kammer: 4,20 m
- Breite der Kammer: 2,30 m
- mittlere Höhe der Kammer: 2,30 m
- Fläche der Kammer: 8,44 m²